# 長體小公魚
長體小公魚（学名：Anchoviella elongata）為輻鰭魚綱鲱形目鳀科的其中一種，分布於中西大西洋區，從貝里斯至哥倫比亞東北部海域，本魚體延長而側扁，吻約2/3眼徑，臀鰭長，體側有一寬銀色條紋，寬度約3/4眼徑，臀鰭軟條12-14條，體長可達11公分，喜群游，棲息在沿海，能忍受鹽度的變化，以浮游生物為食。
其种加词“elongata”意为“长的”。